# Tripteroides janzeni
Tripteroides janzeni är en stekelart som beskrevs av Marsh 2002. Tripteroides janzeni ingår i släktet Tripteroides och familjen bracksteklar. Inga underarter finns listade i Catalogue of Life.